# Alexis Denisof

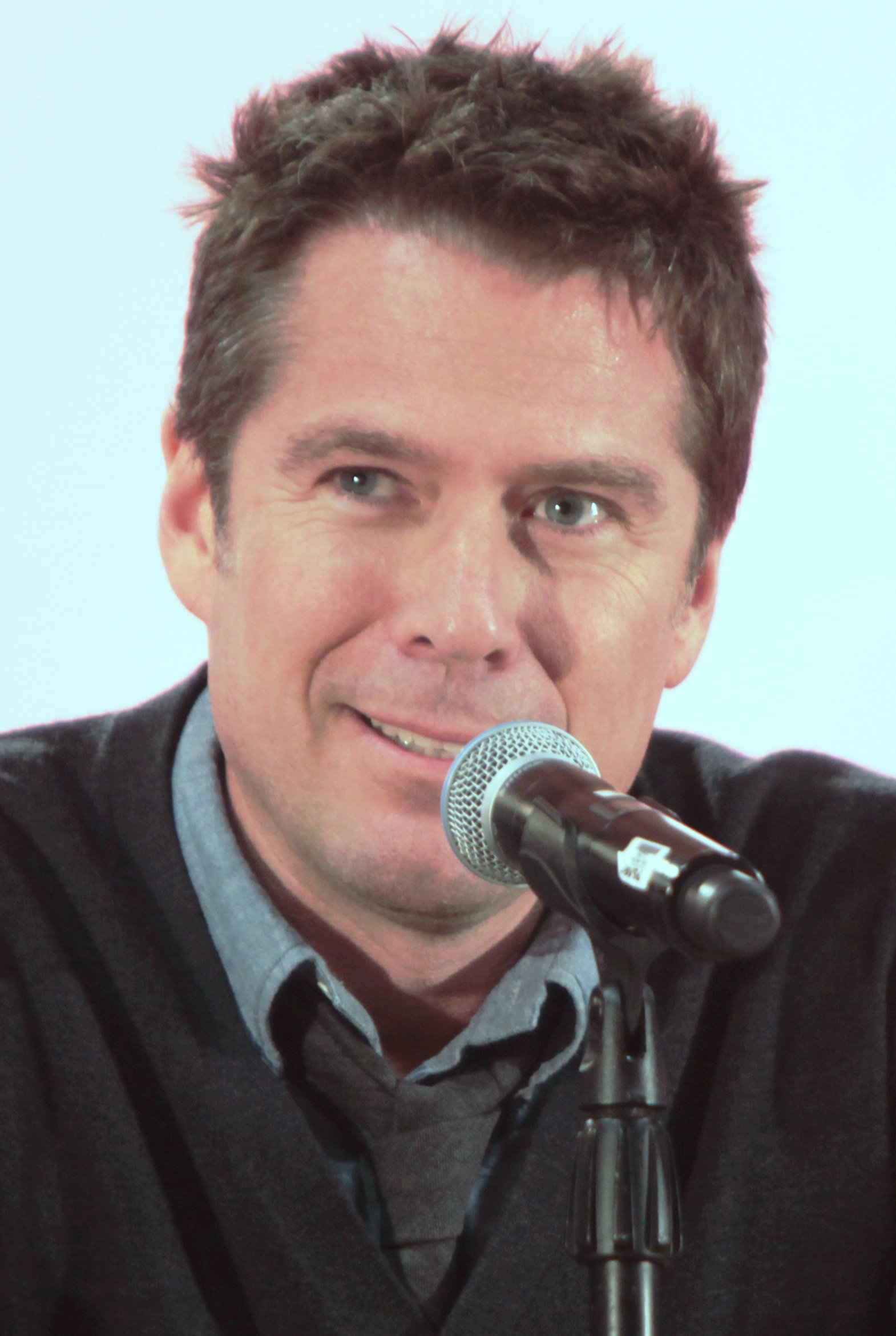
Alexis Denisof (2015)

Alexis Denisof (* 25. Februar 1966 in Salisbury, Maryland) ist ein US-amerikanischer Schauspieler.

## Leben
Denisofs Eltern sind Gerald Denisof und dessen Frau Christiana, geb. Taylor.
Denisof studierte Schauspiel und Musik und war während seines mehrjährigen Aufenthaltes in London an verschiedenen Theatern beschäftigt. 1999 lernte er bei Dreharbeiten zur Serie Buffy – Im Bann der Dämonen Alyson Hannigan (in der Serie Willow Rosenberg) kennen; die beiden heirateten am 11. Oktober 2003. Denisof und Hannigan sind Eltern zweier Töchter (* 2009 und * 2012).
Denisof spielte Wesley Wyndam-Pryce auch im Buffy-Spin-off Angel – Jäger der Finsternis.

## Filmografie (Auswahl)
- 1989: Murder Story
- 1991: La Neige et le feu
- 1992: Dakota Road
- 1994: Faith
- 1995: Unschuldige Lügen (Innocent Lies)
- 1995: Der 1. Ritter (First Knight)
- 1996: True Blue
- 1997: Die Scharfschützen (Sharpe, Fernsehserie, 3 Episoden)
- 1997: Hostile Waters – Ein U-Boot-Thriller (Hostile Waters)
- 1998: The Orchard Walls
- 1998: Liebe und andere Abenteuer (The Misadventures of Margaret)
- 1999: Arche Noah – Das größte Abenteuer der Menschheit (Noah's Ark)
- 1999: Das schnelle Geld – Die Nick-Leeson-Story (Rogue Trader)
- 1999: Buffy – Im Bann der Dämonen (Buffy the Vampire Slayer, Fernsehserie, 9 Episoden)
- 1999–2004: Angel – Jäger der Finsternis (Angel, Fernsehserie, 100 Episoden)
- 2001: Beyond the City Limits
- 2002: Tarzan & Jane (Stimme von Nigel Taylor)
- 2006: Die Liga der Gerechten (Justice League Unlimited, Fernsehserie, Stimme des Mirror Master)
- 2006, 2011–2012, 2014: How I Met Your Mother (Fernsehserie, 10 Episoden)
- 2008: Private Practice (Fernsehserie, Episode 2x06)
- 2009: Dollhouse (Fernsehserie, 4 Episoden)
- 2011: Love, Wedding, Marriage – Ein Plan zum Verlieben (Love, Wedding, Marriage)
- 2012: Marvel’s The Avengers
- 2012: Viel Lärm um nichts (Much Ado About Nothing)
- 2012–2013: H+ (Webserie, 5 Episoden)
- 2013: Perception (Fernsehserie, Episode 2x06)
- 2013–2015: Grimm (Fernsehserie, 15 Episoden)
- 2014: Guardians of the Galaxy
- 2014–2015: Finding Carter (Fernsehserie)
- 2019: Chilling Adventures of Sabrina (Netflix-Serie, 4 Episoden)
- 2019–2020: Legacies (Fernsehserie, 7 Folgen)
- 2023: How I Met Your Father (Fernsehserie, 1 Episode)